# Daniel Morad
Daniel Morad, född 24 april 1990 i Markham, Ontario, är en kanadensisk-libanesisk racerförare.

## Racingkarriär
Morad blev sexa i Formula BMW USA 2006, innan han vann mästerskapet 2007. 2008 körde Morad i Atlantic Championship, där han kom på tolfte plats. Han körde även för A1 Team Lebanon i A1GP, för vilka han kvalade in som trea på Sepang International Circuit, vilket var deras bästa kvalplacering någonsin. 2010 kör han i GP3 Series för Status Grand Prix.